# Canottaggio ai Giochi della VIII Olimpiade - Quattro senza maschile
La competizione del quattro senza maschile dei Giochi della VIII Olimpiade si è svolta nel Bassin d'Argentuil lungo la Senna a Parigi  dal 14 al 17 luglio 1924.

## Risultati

### Batterie
Si disputarono il 14 luglio, quattro equipaggi iscritti su due batterie tutti ammessi alla finale.
| Pos. | Nazione       | Atleti                                                          | Tempo  |
| ---- | ------------- | --------------------------------------------------------------- | ------ |
| 1    | Gran Bretagna | Charles Eley - James Macnabb Robert Morrison - Terence Sanders  | 6'43"0 |
| 2    | Francia       | Théodore Cremnitz - Jean Camuset Henri Bonzano - Albert Bonzano | 7'01"8 |

| Pos. | Nazione  | Atleti                                                   | Tempo  |
| ---- | -------- | -------------------------------------------------------- | ------ |
| 1    | Canada   | Colin Finlayson - Archie Black George MacKay - Bill Wood | 6'31"0 |
| 2    | Svizzera | Émile Albrecht - Alfred Probst Eugen Sigg - Hans Walter  | 6'38"2 |

### Finale
Si disputò il 17 luglio. 
| Pos.    | Nazione       | Atleti                                                          | Tempo  |
| ------- | ------------- | --------------------------------------------------------------- | ------ |
| Oro     | Gran Bretagna | Charles Eley - James Macnabb Robert Morrison - Terence Sanders  | 7'08"6 |
| Argento | Canada        | Colin Finlayson - Archie Black George MacKay - Bill Wood        | 7'13"0 |
| Argento | Svizzera      | Émile Albrecht - Alfred Probst Eugen Sigg - Hans Walter         | n/d    |
| 4       | Francia       | Théodore Cremnitz - Jean Camuset Henri Bonzano - Albert Bonzano | n/d    |